# Stadion lodowy w Kijowie
Stadion lodowy – tor łyżwiarski w Kijowie, stolicy Ukrainy. Został otwarty w 1975 roku. Tor ma 400 m długości, jest naturalnie mrożony, niezadaszony i wyposażony w sztuczne oświetlenie. Położony jest na wysokości 178 m n.p.m. Znajduje się w dzielnicy Teremki (rejon hołosijiwski), w pobliżu hipodromu i nieukończonego krytego lodowiska.
W 1978 roku obiekt gościł mistrzostwa Związku Radzieckiego w łyżwiarstwie szybkim w wieloboju kobiet. W 1989 roku na torze odbyły się mistrzostwa świata juniorów w łyżwiarstwie szybkim w wieloboju. Po rozpadzie Związku Radzieckiego tor wielokrotnie był gospodarzem mistrzostw Ukrainy w łyżwiarstwie szybkim.